# Ventsislav Yankoff
Ventsislav Iankov dit Yankoff, né le 24 mars 1926 à Sofia et mort le 8 janvier 2022 à Paris, est un pianiste français d'origine bulgare.

## Biographie
Ventsislav Yankoff naît à Sofia, capitale du royaume de Bulgarie, de parents musiciens. Il fait ses premières études musicales au Conservatoire de cette ville jusqu'à onze ans, puis Conservatoire de Berlin, sous la direction de Karl-Adolph Martienssen, jusqu'à ses diplômes en 1942. Par la suite, il se perfectionne en travaillant l’interprétation des grands maîtres classiques auprès de Wilhelm Kempff, dont il conserve la tradition en incluant toujours dans ses récitals, une sonate de Beethoven. Il suit également les classes de maître d'Edwin Fischer à Lucerne. En 1946, il s’établit à Paris et travaille avec Marguerite Long qui venait de fonder, en marge du Conservatoire, une grande école de perfectionnement pour les jeunes virtuoses venus du monde entier.
C’est en 1949 que Yankoff reçoit la consécration par l’obtention, ex aequo avec Aldo Ciccolini, du Premier grand prix du Concours Marguerite-Long-Jacques-Thibaud. C'est pour lui le départ d’une carrière internationale fondée sur le répertoire traditionnel aussi bien au disque qu'au concert. Après Paris et la France, il est réclamé par les villes les plus importantes d’Europe. Il est accueilli partout comme une révélation par la presse qui, à l’instar de Claude Rostand dans Carrefour, le sentait « littéralement habité par la musique ».
Au cours de ses nombreuses tournées (2 000 concerts à travers le monde), il se produit en Afrique du Nord, en Amérique du Sud et, faisant un tour complet du monde en neuf mois, il joue successivement en Australie, en Nouvelle-Zélande et aux États-Unis. Plus récemment, c’est le Japon qui découvrit son instinct musical et sa splendide rigueur.
Il a été le soliste d’un grand nombre des plus prestigieux orchestres du monde (Paris, Londres, Bruxelles, Luxembourg, Hambourg, Cologne, Copenhague, Genève, Berne, Lausanne, Milan, Sydney, Melbourne, Buenos-Aires, New York, San Francisco, etc.) sous la direction de chefs, notamment : Jochum, Knappertsbusch, Schmidt-Isserstedt, Schuricht, Krips, Wand, Fricsay, Freitas-Branco, Ansermet, Kletzki, Cluytens, Martinon, Wolf, Dervaux, Baudo, Vandernoot, Boult, Bleck, Schwartz, Kubelík, Horenstein et Jordá.
Il a également participé à de nombreux festivals (Aix-en-Provence, Printemps de Prague, etc.), a enregistré les œuvres les plus marquantes du répertoire pianistique et est réputé notamment pour ses interprétations des œuvres de Frédéric Chopin.
Il est professeur titulaire au Conservatoire National supérieur de musique de Paris de 1977 à 1991, et en est actuellement toujours professeur honoraire. Il enseigne ensuite à l'École normale.
Parmi ses élèves figurent François Chaplin,Laurent Cabasso, Véronique Bonnecaze, Éric Le Sage.
Son ancien élève Claire Désert mentionne le 6 juillet 2022 à France Musique que Ventsislav Yankoff est mort il y a environ deux mois. En fait il est décédé le 8 janvier 2022
 dans le 18e arrondissement de Paris.

## Discographie (partielle)
- Concerto pour piano n° 1 de Brahms, avec l'orchestre philharmonique d'Amsterdam sous la direction de Walter Goehr (Guilde internationale du disque) Extraits sur Gallica.
- Concerto pour piano nº 3 de Beethoven et Concerto pour piano no 1 de Tchaïkovski - Orchestre symphonie de la radio de Hambourg, dir. Hans Schmidt-Isserstedt, Orchestre symphonie de Londres, dir. Rudolf Schwarz (1956, Capitol Records/Forgotten Records)[7] (OCLC 8787020 et 6093618)